# Lincoln-Bataillon

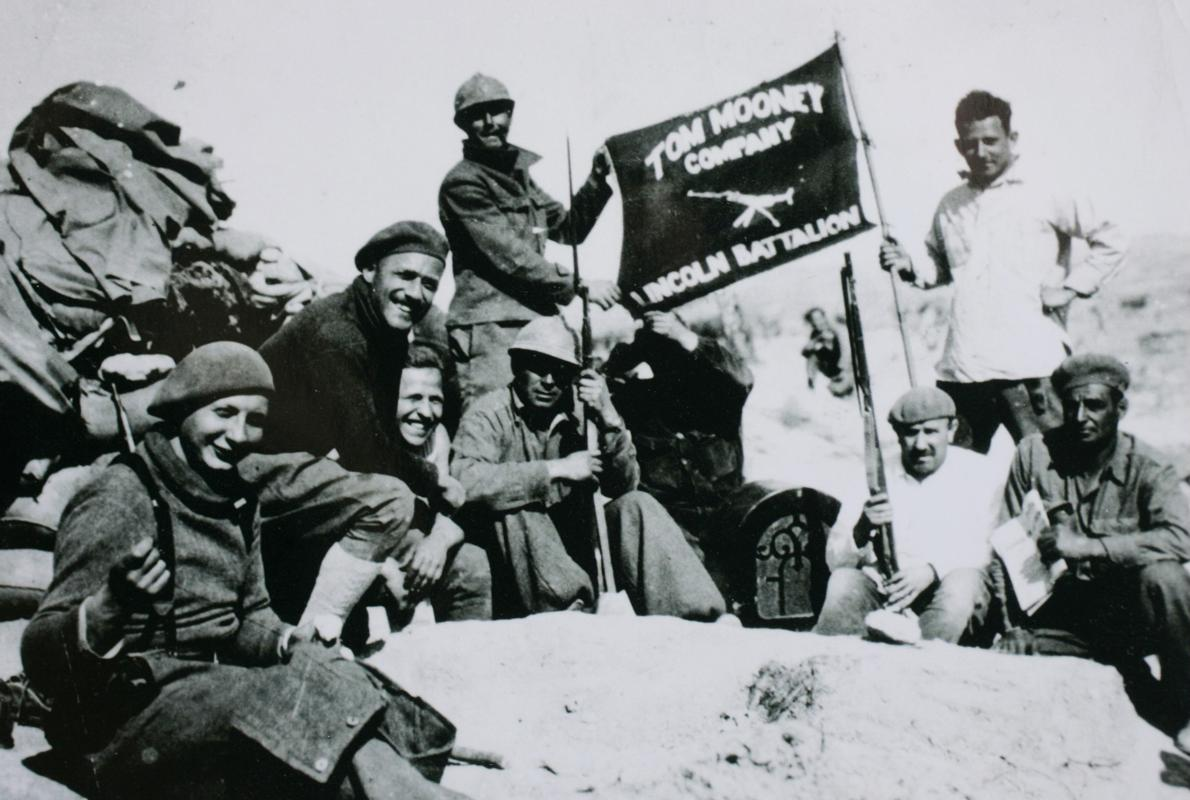
Mitglieder des Lincoln-Bataillons am Jarama, 1937

Das Lincoln-Bataillon war eine internationale Einheit, die im Spanischen Bürgerkrieg 1936–1939 auf Seiten der republikanischen Regierung Spaniens gegen die aufständischen faschistischen Truppen unter General Francisco Franco kämpfte. Es unterstand dem Oberbefehl der XV. Internationalen Brigade. Sie wurde nach dem Präsidenten der Vereinigten Staaten, Abraham Lincoln, benannt. Später erhielt die XV. Internationale Brigade den Ehrennamen Abraham Lincoln. Nach der Schlacht von Brunete wurde nach hohen Verlusten das Lincoln-Bataillon mit dem Washington-Bataillon zusammengelegt. Das Bataillon erhielt den Namen Lincoln-Washington-Bataillon. Zudem erhielt die XV. Internationale Brigade nach der Schlacht von Brunete den Ehrennamen Lincoln-Washington-Brigade.
Die Mitglieder des Lincoln-Bataillons waren politisch links ausgerichtet, jedoch nicht allesamt Kommunisten. Es verband sie die Entschlossenheit, die spanische Republik gegen den Faschismus zu verteidigen, wofür sich in den USA keine Mehrheit gefunden hatte, weshalb das Land neutral blieb.
Während des Spanischen Bürgerkrieges kämpften 2800 amerikanische Freiwillige in Spanien. Insgesamt verstarben zwischen 750 und 800 durch tödliche Verwundungen oder durch Krankheit.

## Die ersten amerikanischen Brigadisten
Aufgrund der  Neutralität als offizielle Position der Regierung der Vereinigten Staaten wurden bereits zu Beginn des Spanischen Bürgerkrieges Spendengelder gesammelt. Die gesammelten Gelder dienten offiziell der medizinische Versorgung oder der Versorgung der spanischen Republik mit Lebensmitteln.
Zudem erfolgte die Gründung eines Komitees zur Unterstützung der Spanischen Republik, das North American Committee to Aid Spanish Democracy. Unterstützer des Komitees waren unter anderen die prominenten linken Persönlichkeiten Upton Sinclair, Theodore Dreiser, Martha Gellhorn, Sinclair Lewis und Dorothy Parker. Der Hauptsitz des Komitees befand sich in New York in der Nähe des Union Square, in der neunten Etage des Gebäudes vom Zentralkomitee der Kommunistischen Partei (PCUSA). Das Komitee sammelte nach der Gründung innerhalb von 7 Wochen einen Betrag von 100.000 $. Zudem beschäftigte das Komitee im Mai 1937 25 Personen in Vollzeit in seinen 131 Niederlassungen.
Mitglieder des Komitee-Ausschusses waren Fred Brown (geborener Alpi), ein Vertreter der Komintern von der Kommunistischen Partei der Sowjetunion, Earl Browder, der Generalsekretär der PCUSA, Charles Krumbein, ein Mitglied des Politbüros der PCUSA und Bill Lawrence, der später als Freiwilliger nach Albacete, dem Ausbildungslager der Internationalen Brigaden, aufbrach.
Allan Young, ein ehemaliger Offizier der Vereinigten Staaten, wurde mit der Leitung der Organisation von Freiwilligen beauftragt. Die ersten amerikanischen Freiwilligen waren fast ausschließlich New Yorker, aber bald begannen auch Freiwillige aus Boston, Philadelphia und aus verschiedenen Teilen des Bundesstaates Ohio anzureisen. Der Ausschuss bezahlte den Freiwilligen 1,50 $ pro Tag für Lebensmittel, 10 $ für den Pass, 50 $ für Kauf von Ausrüstung sowie die Reisekosten.
Die ersten organisierten amerikanischen Freiwilligen segelten mit dem Segelschiff Normandie als Dritte-Klasse-Passagiere am 26. Dezember 1936 von New York nach Le Havre in Frankreich. Die 76 Freiwilligen erreichten Le Havre am 2. Januar. Nach der Ankunft in Le Havre begaben sich die Freiwilligen über Paris und Perpignan nach Figueres in Spanien, wobei wahrscheinlich, wie üblich, die Überquerung der Staatsgrenze zwischen Frankreich und Spanien über die Pyrenäen in der Nacht erfolgte. Nach der Übernachtung in der Burg von Sant Ferran in Figueres setzten die Freiwilligen am folgenden Tag mit dem Zug die Reise über Barcelona und Valencia nach Albacete, dem Ausbildungslager der Internationalen Brigaden, fort.

Flagge des Lincoln-Bataillons

Nach dem Eintreffen des amerikanischen Freiwilligenkontingentes am 8. Januar um 10 Uhr zeigte sich der Generalkommissar der Internationalen Brigaden, Luigi Longo, angenehm überrascht über die gut ausgerüsteten amerikanischen Freiwilligen. Nach einigen Tagen wurden die Freiwilligen von Albacete nach Villanueva de la Jara beordert.
Die offizielle Aufstellung des Lincoln-Bataillon erfolgte am 31. Januar 1936 mit etwa 450 amerikanischen Freiwilligen. Zudem erfolgte die Einreihung des Bataillons in die XV. Internationale Brigade. Erster Kommandant war Martin Hourihan aus Pennsylvania.
Eingruppiert in das Lincoln-Bataillon wurden neben der irischen Connolly Column auch die lateinamerikanische Centuria Guttieras. Das Lincoln-Bataillon wurde auch als 17. Bataillon der Internationalen Brigaden bezeichnet.
Das Lincoln-Bataillon bestand aus zwei Infanterie-Kompanien und einer Maschinengewehr-Kompanie, die sich nach dem US-Gewerkschafter Thomas Mooney Tom Mooney Company nannte. Eine Benennung des gesamten Bataillons nach Mooney wurde durch Intervention kommunistischer Parteifunktionäre unterbunden.

## Lincoln-Bataillon

### Schlacht am Jarama

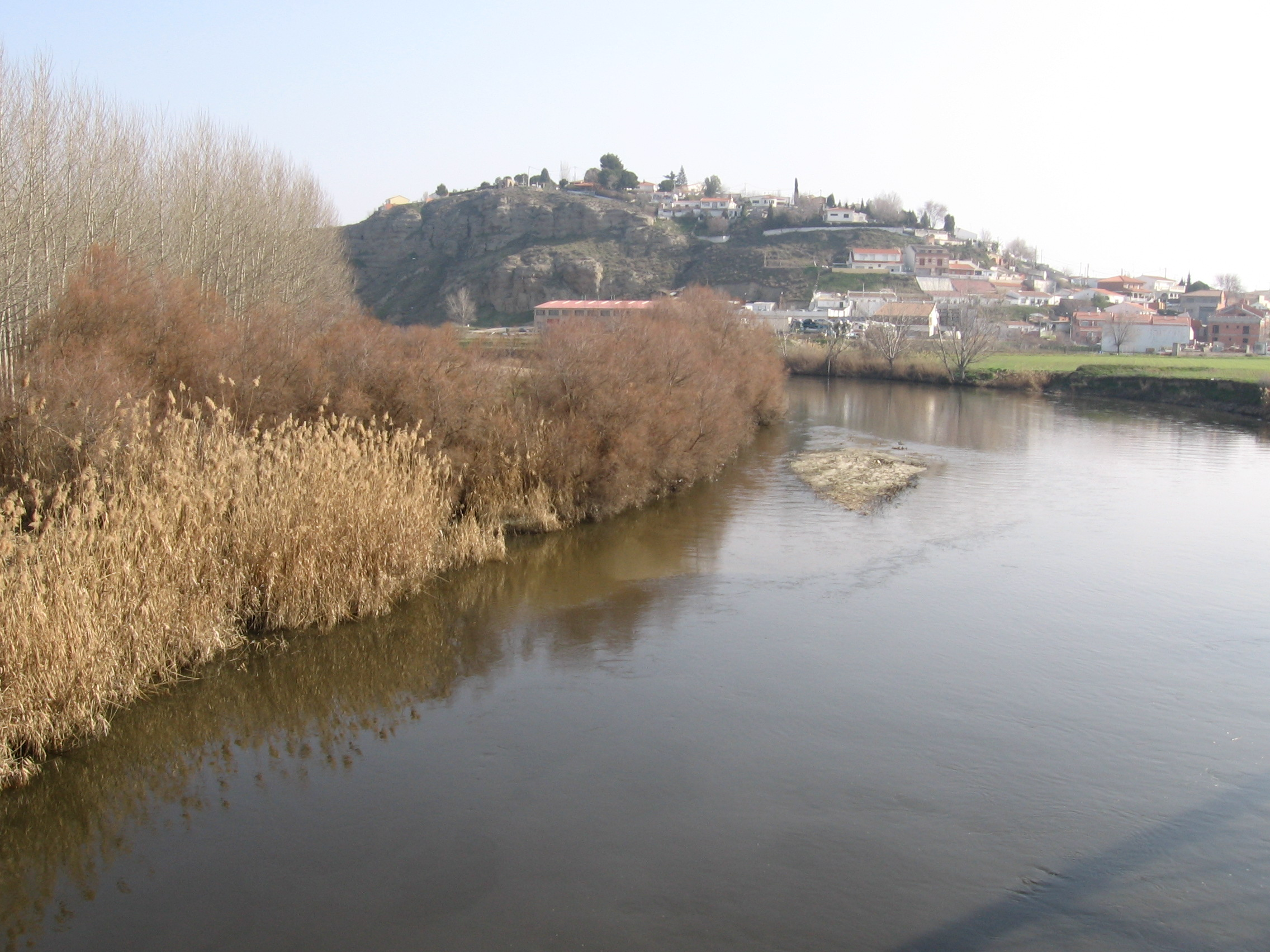
Blick auf den Fluss Jarama bei der Ortschaft Titulcia

Flagge einer Einheit des Lincoln-Bataillons

Am 15. Februar wurde das Lincoln-Bataillon von Villanueva de la Jara nach Albacete beordert, wo André Marty eine Rede vor dem Bataillon hielt. Am folgenden Tag, dem 16. Februar, wurde das Bataillon nach weniger als zwei Monaten Training zur Front nach Madrid an den Fluss Jarama beordert, wo es am 23. Februar das erschöpfte Saklatvala-Bataillon in der Schlacht am Jarama von der Front ablöste. Nach dem Bezug von Stellungen mit Blick auf die Anhöhen von Pingarrón, den so genannten Suicide Hill, erhielt das Lincoln-Bataillon von János Gálicz (General Gal) den Befehl zum Angriff. Bei dem Angriff erlitt das Bataillon erhebliche Verluste, ohne dass die Anhöhen von Pingarrón eingenommen werden konnten. Am 27. Februar erhielt der Bataillonskommandeur, der US-Amerikaner Robert Hale Merriman, erneut den Auftrag von General Gal, ohne Artillerieunterstützung den Suicide Hill einzunehmen. Um die Mittagszeit griff das Lincoln-Bataillon die Anhöhe erneut an, ohne dass sie eingenommen werden konnte.
Bei diesem Angriff verlor das Lincoln-Bataillon bei einer Mannstärke von 263 über 110 Brigadisten, woraufhin die amerikanischen Brigadisten meuterten und den verantwortlichen englischen Befehlshaber beinahe lynchten. Sie weigerten sich, zur Front zurückzukehren, bevor das Lincoln-Bataillon nicht einen eigenen Kommandeur bestimmt hatte. Kommandant wurde der Afroamerikaner Oliver Law. Ein Soldat sagte nach dem Angriff: „Das Abraham-Lincoln-Bataillon wurde nach Abraham Lincoln benannt, weil auch er ermordet wurde.“ Unter den Verwundeten befand sich auch Bataillonskommandeur Robert Hale Merriman mit einer schweren Wunde an der Schulter. Nach dem gescheiterten Angriff der Internationalen Brigaden beruhigte sich die Front. Des Weiteren musste nach der Schlacht am Jarama das Lincoln-Bataillon reorganisiert werden.

### Schlacht von Brunete
Nach der Schlacht am Jarama kämpfte das Lincoln-Bataillon zusammen mit dem neu aufgestellten Washington-Bataillon ab dem zweiten Tag der Schlacht von Brunete bei Villanueva de la Cañada. Das Lincoln-Bataillon griff mit dem Washington-Bataillon das Nordende des Dorfes an, während das Saklatvala-Bataillon und das Dimitrow-Bataillon aus dem Süden angriffen. Das Lincoln- und Washington-Bataillon wurden nach der Eroberung der Stadt Villanueva de la Cañada gegen nationalistische Stellungen bei Mosquito Ridge (Villaviciosa de Odón) eingesetzt. Beide Bataillone waren aber nicht imstande, die nationalistischen Truppen aus ihren Stellungen zu werfen. Am 9. Juli 1937 fiel der Kommandant des Lincoln-Bataillons Oliver Law. Neuer Kommandant des Lincoln-Bataillons wurde Steve Nelson.
Aufgrund der hohen Verluste wurde das Lincoln-Bataillon noch während der Schlacht von Brunete am 12. Juli 1937 aufgelöst. Es wurde mit dem Washington-Bataillon am 14. Juli 1937 zum Lincoln-Washington-Bataillon vereint. Kommandeur wurde Mirko Markovics, ein Amerikaner mit jugoslawischer Herkunft, und Politoffizier wurde Steve Nelson.

## Lincoln-Washington-Bataillon

### Schlacht von Belchite

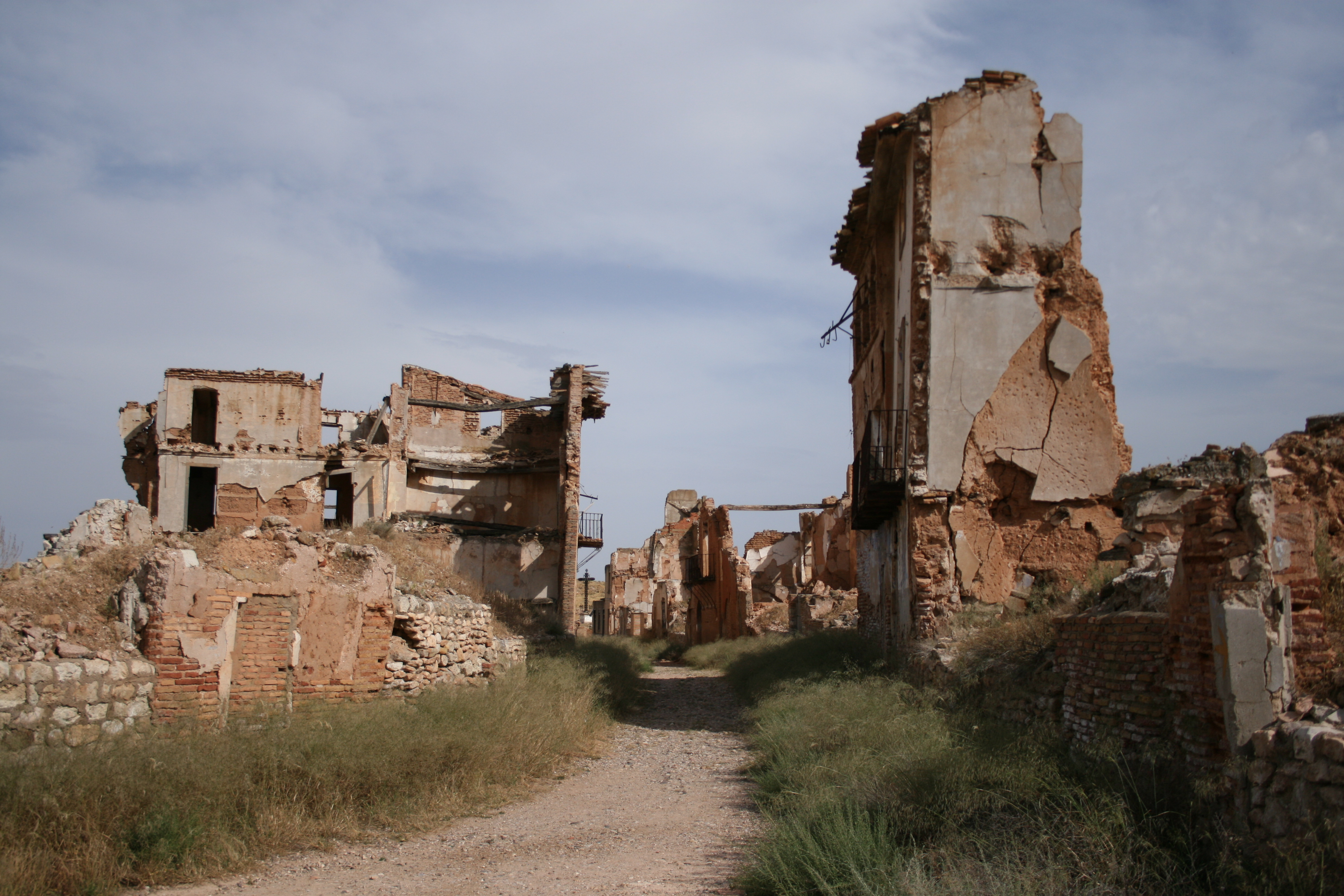
Ansicht auf das zerstörte Belchite

Während der Schlacht von Belchite, vom August bis zum September 1937, kämpfte das Lincoln-Washington-Bataillon zu Beginn der Schlacht bei Quinto. Die Offensive begann mit einer kombinierten Offensive, die von T-26-Panzern angeführt wurde. Nach harten Kämpfen gelang es dem Bataillon nach zwei Tagen, die Ortschaft Quinto zu erobern. Nach der Eroberung von Quinto rückte das Lincoln-Washington-Bataillon auf Belchite vor. Belchite war aufgrund der massiven Häuserkämpfe ein Härtetest für das Lincoln-Washington-Bataillon. Das Bataillon erlitt insbesondere bei der Erstürmung der Kirche hohe Verluste. Bei den Kämpfen fielen unter anderen die Brigadisten Wallace Burton, Henry Eaton und Samuel Levinger, und die Brigadisten Steve Nelson und Hans Amlie wurden bei den Kämpfen in Belchite verletzt. Nach der Schlacht von Belchite wurde die XV. Internationale Brigade reorganisiert. Das neu gebildete kanadische Mackenzie-Papineau-Bataillon wurde Teil der XV. Internationalen Brigade. Zudem wurden Brigadisten des Dimitrow-Bataillons in die XV. Internationale Brigade eingruppiert.
Das Lincoln-Washington-Bataillon kämpfte erneut am 13. Oktober 1937 an der Aragonfront bei Fuentes de Ebro. Bei diesen Kämpfen rückte die 24. Republikanische Brigade mit Panzerunterstützung vor, wobei die Internationalen Bataillone den Panzern folgten. Bei diesem Angriff, der scheiterte, erlitt das Lincoln-Washington-Bataillon deutlich weniger Verluste als das kanadische Mackenzie-Papineau-Bataillon und die 24. Republikanische Brigade. Nach den Kämpfen bei Fuentes de Ebro wurde die XV. Internationale Brigade in Reservestellung beordert.

### Schlacht von Teruel
Ende Dezember wurde das Lincoln-Washington-Bataillon nach Teruel beordert. In der Winteroffensive der Republikaner, während eines der kältesten Winter seit Jahren, versuchten die Republikaner Teruel einzunehmen. Das Lincoln-Washington-Bataillon besetzte Stellungen innerhalb der Stadt Teruel und anschließend Positionen auf den Höhen rund um die Stadt Teruel. Am 19. Januar verteidigte die XV. Internationale Brigade gegen Ende der Schlacht von Teruel Stellungen am Berg El Muletón, etwa 25 Kilometer nördlich der Stadt Teruel. In diesem Bereich versuchten die Nationalisten zum Fluss Alfambra vorzurücken. Den Republikanern gelang es unter schweren Verlusten, ein weiteres Vorrücken der Nationalisten zu unterbinden.
Diese Positionen wurden von der XV. Internationalen Brigade, einschließlich des Lincoln-Washington-Bataillons, bis zu ihrer Ablösung verteidigt. Bevor die XV. Internationale Brigade die Reserve-Position erreichen konnte, wurde sie nach Segura de los Baño bei Vivel del Río Martín verlegt.

### Aragonoffensive Francos
Im März, vor der Aragonoffensive, befand sich das Lincoln-Washington-Bataillon in Aragonien in der Reserve. Nach einem heftigen Artillerie- und Flugzeugbombardement am 7. März 1938 begann während der Aragonoffensive der Angriff von drei nationalistischen Armeen auf die republikanische Frontlinie zwischen dem Ebro und Vivel del Río Martín. Es gelang dabei den nationalistischen Truppen bereits am ersten Tag, die Front an mehreren Stellen zu durchbrechen. General Juan Yagüe stieß am westlichen Ufer des Ebro vor und durchbrach alle vor ihm liegenden Verteidigungsstellungen. Am 10. März eroberten die Nationalisten Belchite, das von der XV. Internationalen Brigade verteidigt wurde. Durch die heftigen Angriffe von nationalistischen Panzern und Flugzeugen wurde das Abraham-Lincoln-Bataillon gezwungen, sich entlang des Ebro zurückzuziehen. Am 2. April 1938 wurden bei Kämpfen in der Nähe der wichtigen Stadt Gandesa, 20 Kilometer vor dem Fluss Ebro Robert Hale Merriman, der Kommandeur des Abraham-Lincoln-Bataillons, sowie sein Leutnant Edgar James Cody entweder im Kampf getötet oder nach deren Gefangennahme liquidiert. Des Weiteren gerieten
140 amerikanische und britische Soldaten der XV. Internationalen Brigade in Kriegsgefangenschaft, wodurch das Lincoln-Washington-Bataillon den Großteil seiner Brigadisten während der Aragonoffensive Francos verlor. Die verbliebenen Reste des Bataillons sammelten sich auf der östlichen Seite des Ebro, wo das Bataillon mit spanischen Wehrpflichtigen aufgefüllt wurde, so dass im Abraham-Lincoln-Bataillon vornehmlich spanische Wehrpflichtige dienten.

### Schlacht am Ebro
Im Juli 1938 kämpfte das reorganisierte Lincoln-Washington-Bataillon in der Schlacht am Ebro, der letzten republikanischen Offensive. Am 25. Juli um 00:15 Uhr, in einer mondlosen Nacht, begannen republikanische Einheiten den Ebro zu überqueren. Flussaufwärts überquerte die XV. Internationale Brigade mit weiteren republikanischen Einheiten den Fluss. Nachdem die Offensive bei Gandesa in sich zusammengebrochen war, hielt das Lincoln-Washington-Bataillon mit dem Mackenzie-Papineau-Bataillon und Saklatvala-Bataillon die Höhe 666 in der Serra de Pàndols. Das Hauptquartier der XV. Internationalen Brigade befand sich während der Kämpfe um den Hügel 66 300 Meter von der Straße von Serra del Crestall nach Gandesa, wenige Meter von der Front entfernt.

### Auflösung des Bataillons
Im September beschloss die republikanische Regierung die Internationalen Brigaden aufzulösen. Sie wurden durch den Beschluss des spanischen Ministerpräsidentens Juan Negrín von der Ebro-Front abgezogen, in der Hoffnung, dass die Nationalisten die deutsche Legion Condor und die italienische Corpo Truppe Volontarie sich gleichfalls aus Spanien zurückziehen würden. Amerikanische Brigadisten aus ganz Spanien wurden nach Ripoll geschickt, wo das Internationale Rote Kreuz und die US-Regierung die amerikanische Staatsbürgerschaft überprüften. Nach der Abschiedsparade am 28. Oktober 1938 in Barcelona wurden die Internationalen Brigaden, mit dem Lincoln-Washington-Bataillon, offiziell aufgelöst.
Rund 2800 Amerikaner dienten als Brigadisten während des Spanischen Bürgerkriegs. Mehr als 700 wurden im Kampf getötet oder starben an ihren Verletzungen. Die meisten amerikanischen Freiwilligen kehrten im Dezember 1938 und Januar 1939 in die USA zurück, wobei die letzten amerikanischen Brigadisten, die in Kriegsgefangenschaft geraten waren, nicht vor September 1939 zurückkehrten.

### Nachklang

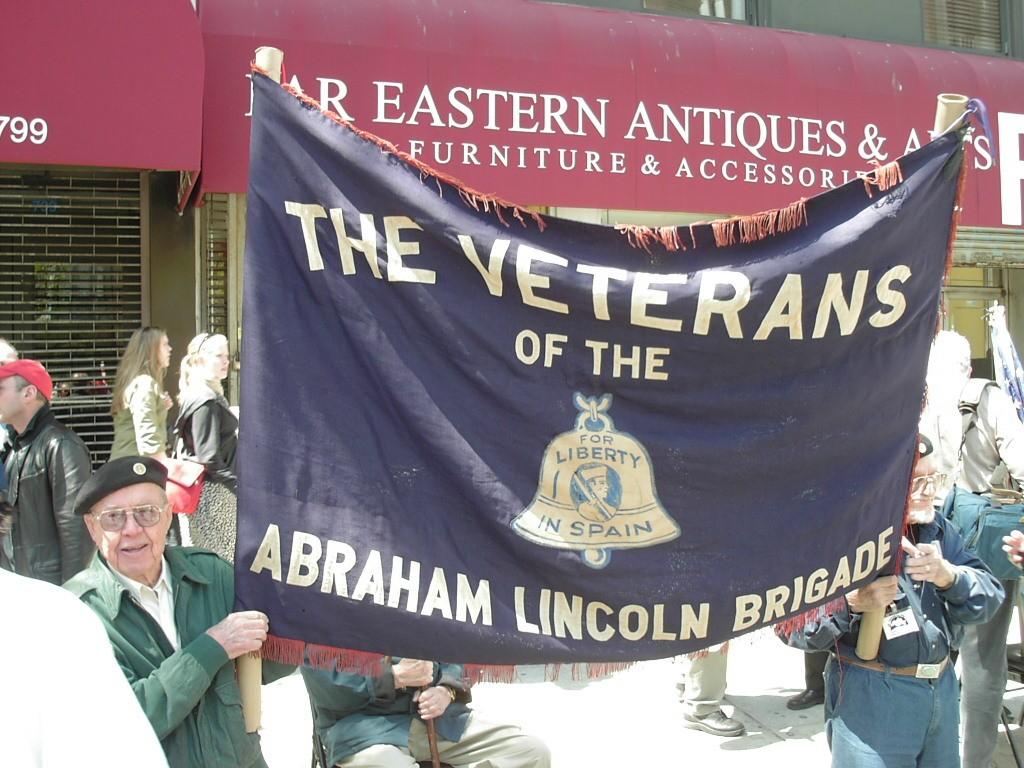
Veteranen der Abraham-Lincoln-Brigade

Auch später waren einige Veteranen des Bataillons politisch aktiv, indem sie sich öffentlich an Demonstrationen gegen die Außenpolitik der Vereinigten Staaten beteiligten, zum Beispiel während des Vietnamkrieges, des Zweiten Golfkrieges oder des Irakkrieges.
1990 entstand der Dokumentarfilm Forever Activists: Stories from the Veterans of the Abraham-Lincoln-Brigade.

## Bekannte Mitglieder

### Kommandeure des Lincoln-Bataillons
- Robert Hale Merriman
- Oliver Law
- Steve Nelson
- Milton Wolff

### Politkommissare des Lincoln-Bataillons
- Archie Brown (Soldat)
- Dave Doran
- Steve Nelson

### Weitere Mitglieder des Lincoln-Bataillons
- Conlon Nancarrow
- Abraham Osheroff
- Harry Fisher
- Moses „Moe“ Fishman
- Elman Service
- Irene Goldin
- Herman Bottcher
- Edward A. Carter Jr.
- David Kamy